# Tarsius lariang
Tarsius lariang (Довгоп'ят ларіанський) — вид ссавців з родини Довгоп'ятові (Tarsiidae). Цей вид був відділений у 2006 році від T. tarsier.

## Опис
Це відносно невеликі примати, які досягають ваги від 70 до 110 грамів. Їх хутро пофарбоване у темно-сіро-коричневий колір, хвіст, який довший, ніж тулуб, темний і закінчується товстим чорним мереживом. Голова характеризується як в усіх Tarsius великими очима, вуха відносно великі. Від інших, тісно пов'язаних видів, цей відрізняється чорною смугою уздовж носа і чорними колами навколо очей. Як в усіх долгоп'ятів задні ноги і руки розширені, як адаптація до стрибків.

## Поширення
Цей вид зустрічається в західно-центральному Сулавесі (Індонезія) в басейні річки Ларіанґ біля злиття з її притокою, річкою Мевег й ареал простягається на північ до Гімпу. Проживає в первинних, вторинних і мангрових лісах, лісових садах, і безлічі інших місць проживання різного ступеня втручання людини, які забезпечують адекватне покриття деревами.

## Звички
Це нічні й деревні примати, соціальні, ймовірно, живуть у невеликих, моногамних або полігамних угрупованнях по 2-7 особин. Вони залишаться в нижніх частинах дерев. Їхня дієта на 100% є тваринною здобиччю, головним чином комахами й невеликими хребетними. 

## Загрози та охорона
Загрозами є втрати середовища існування і незаконні рубки дерев. Меншими загрозами є сільськогосподарські пестициди, хижацтво домашніх тварин (собак і кішок), торгівля тваринами. Довгоп'яти захищені національним законодавством і міжнародними договорами, в тому числі Додатком II СІТЕС. Вид населяє принаймні один національний парк (Lore Lindu).